# フティアパ県
フティアパ県（西: Departamento de Jutiapa）は、グアテマラの県。エルサルバドルと国境を接し、太平洋に臨む。県都はフティアパ市。
人口およそ40万人のマジョリティは、ヨーロッパ系とインディオの混血であるラディーノやメスティーソである。インディオの言語が公用語とされていない、グアテマラで唯一の県。17市からなる。国の南東端に位置している。農産物はソルガムやタバコ、タマネギそれにトウモロコシを産する。気候は乾燥している。主な観光資源は家畜市。標高405m。
県章には、グアテマラの穀倉地帯という意味をこめてコルヌコピアが描かれている。牛馬は家畜を、本は教育的・文化的な進歩を表す。背後にはフティアパの町を堅守するラ・クルスの丘（ラジオ局のタワーもしくはアンテナがある）がひかえる。丘のさらに後方には「太陽のまち」よろしく白雲、青空に太陽。紋章の左右に添えられた月桂樹の枝は、フティアパの息子たちの日々の勝利を象徴する。県旗は白地の中央に紋章が置かれ、月桂樹の枝がそれをはさんでいる。

## 隣接する県
- サンタ・ローサ県
- ハラパ県
- チキムラ県
- サンタ・アナ県
- アワチャパン県

## 下位行政区
1. アグア・ブランカ (Agua Blanca)
2. アスンシオン・ミタ (Asunción Mita)
3. アテスカテンパ (Atescatempa)
4. コマパ (Comapa)
5. コングアコ (Conguaco)
6. エル・アデラント (El Adelanto)
7. エル・プログレソ (El Progreso)
8. ハルパタグア (Jalpatagua)
9. ヘレス (Jerez)
10. フティアパ (Jutiapa)
11. モジュタ (Moyuta)
12. パサコ (Pasaco)
13. ケサーダ (Quezada)
14. サン・ホセ・アカテンパ (San José Acatempa)
15. サンタ・カタリーナ・ミタ (Santa Catarina Mita)
16. ジュピルテペケ (Yupiltepeque)
17. サポティトラン (Zapotitlán)